# Кастільєхо-де-Мартін-В'єхо
Кастільєхо-де-Мартін-В'єхо (ісп. Castillejo de Martín Viejo) — муніципалітет в Іспанії, у складі автономної спільноти Кастилія-і-Леон, у провінції Саламанка. Населення — 269 осіб (2010).
Муніципалітет розташований на відстані близько 250 км на захід від Мадрида, 90 км на захід від Саламанки.
На території муніципалітету розташовані такі населені пункти: (дані про населення за 2010 рік)
- Альдеануева-де-Портановіс: 0 осіб
- Кампанеро: 3 особи
- Кастільєхо-де-Мартін-В'єхо: 236 осіб
- Парадінас-де-Абахо: 30 осіб

## Демографія
Динаміка населення (INE ):